# Вівчарик алтайський
Вівчарик алтайський (Phylloscopus humei) — вид горобцеподібних птахів родини вівчарикових (Phylloscopidae).

## Назва
Вид P. humei названо на честь британського орнітолога Аллана Юма.

## Поширення
Птах поширений у внутрішніх регіонах Азії. Трапляється від Гіндукуша та Каракорума в Індії на північ до Тянь-Шаня в Китаї та Алтайських гір в Монголії. Підвид Phylloscopus humei mandellii поширений на сході Тибетського нагір'я в Китаї. На зимівлю птах мігрує через Гімалаї до Індії.
Зрідка цей птах залітає в Україну. Відомо 4 спостереження впродовж 2004—2008 років: по два — на о. Зміїний та в м. Одеса.

## Опис
Вівчарик алтайський дуже схожий на вівчарика лісового (раніше вважався його підвидом), але в цілому трохи більший і має тьмяніше забарвлення. Верхня частина тіла сірувато-зеленувата. Надочноямкова смуга, що тягнеться далеко вперед і з'єднується на лобі перед очима, вохристого кольору. Махові пера не чорні як у вівчарика лісового, а сірого кольору. Третьорядні махові не мають чітких світлих закінчень, тоді як вершини великих криючих утворюють на крилі помітну світлу смугу.

## Спосіб життя
Птах населяє гірські смерекові ліси з галявинами, світлі модринові ліси, чагарники гірської тундри, чагарникові зарості на альпійських луках, гірські листяні ліси на висоті 1500-3200 м. На прольоті трапляється в лісах, гаях, садах, лісосмугах, чагарниках, очеретяних заростях. Живиться комахами.
Сезон розмноження починається в кінці травня на початку червня. Гніздо облаштовує на землі у високій траві або під чагарником. Будівництвом гнізда займається лише самиця. У гнізді 4-7 яєць. Інкубація триває 11-14 днів. Піклуються про пташенят обидва батьки.